# August Gil Matamala
August Gil i Matamala (nacido en Barcelona el 19 de 
septiembre de 1934) es un abogado catalán especializado en derechos humanos.

## Biografía
August está casado con Isabel Giner i San Julián y es padre de la actriz Ariadna Gil i Giner. Ha desarrollado una larga y prestigiosa trayectoria en el campo de la defensa de los derechos humanos. Creó la primera rama universitaria del PSUC (Partido Socialista Unificado de Cataluña) en 1956 mientras estudiaba la licenciatura en Derecho en la Universidad de Barcelona. Entre 1960 y 1975 defendió a sindicalistas de Comisiones Obreras, miembros de Bandera Roja y otros activistas políticos ante el Tribunal de Orden Público en la época franquista y se convirtió en un conocido abogado laboralista. Tras el fin del franquismo, representó a los independentistas catalanes y vascos. En particular, defendió a los meimbros de Terra Lliure detenidos en la Operación Garzón. Presidió la Asociación de Abogados Demócratas Europeos (AED), creada en Estrasburgo en 1990 y dedicada a defender los derechos de los ciudadanos, preservar la independencia de los abogados y luchar por el establecimiento de un sistema democrático y progresista de derecho europeo.
El 13 de octubre de 2012 fue elegido para ser el octogésimo quinto de la lista de la CUP-Alternativa d'Esquerres por Barcelona en las elecciones al Parlamento de Cataluña de 2012, con el objetivo de cerrar la lista de circunscripción, junto con el futbolista Oleguer Presas y el escritor Julià de Jòdar. En 2007 recibió la Creu de Sant Jordi y en 2013 recibió el Premio Memorial Lluís Companys de la Fundación Josep Irla. En 2019 también recibió la Medalla d'or al Mèrit Cívic (Premio de Oro al Mérito Civil) del Ayuntamiento de Barcelona.
En las elecciones municipales de 2015 fue candidato por la CUP-Capgirem Barcelona, una vez más con el objetivo de cerrar la lista por Barcelona.
Actualmente, August Gil Matamala forma parte del grupo de expertos del Ayuntamiento de Barcelona sobre las víctimas del franquismo en la ciudad entre 1960 y 1978.
En 2017, David Fernàndez y Anna Gabriel publicaron la biografía de August Gil Matamala: Al principi de tot hi ha la guerra  (Al principio de todo es la guerra) con la editorial Sembra Llibres.